# جوكهان شاهين
جوكهان شاهين(بالتركية:Gökhan Şahin) (ولد 14 سبتمبر 1994-). ممثل تركي شاب من مواليد إسطنبول عرف بادئه لدور علي في مسلسل زهرة القصر

## روابط خارجية
- جوكهان شاهين على موقع IMDb (الإنجليزية)